# حمض السوبريك
حمض السوبريك (أو حمض الأوكتانديويك وفق التسمية النظامية للمركبات العضوية) هو حمض ثنائي الكربوكسيل صيغته الكيميائية C8H14O4، والتي يمكن كتابتها على الشكل C6H12(COOH)2. يوجد المركب في الشروط القياسية على شكل بلورات عديمة اللون؛ ويطلق على أملاح واسترات هذا الحمض اسم سوبرات.

## الوفرة الطبيعية والتحضير

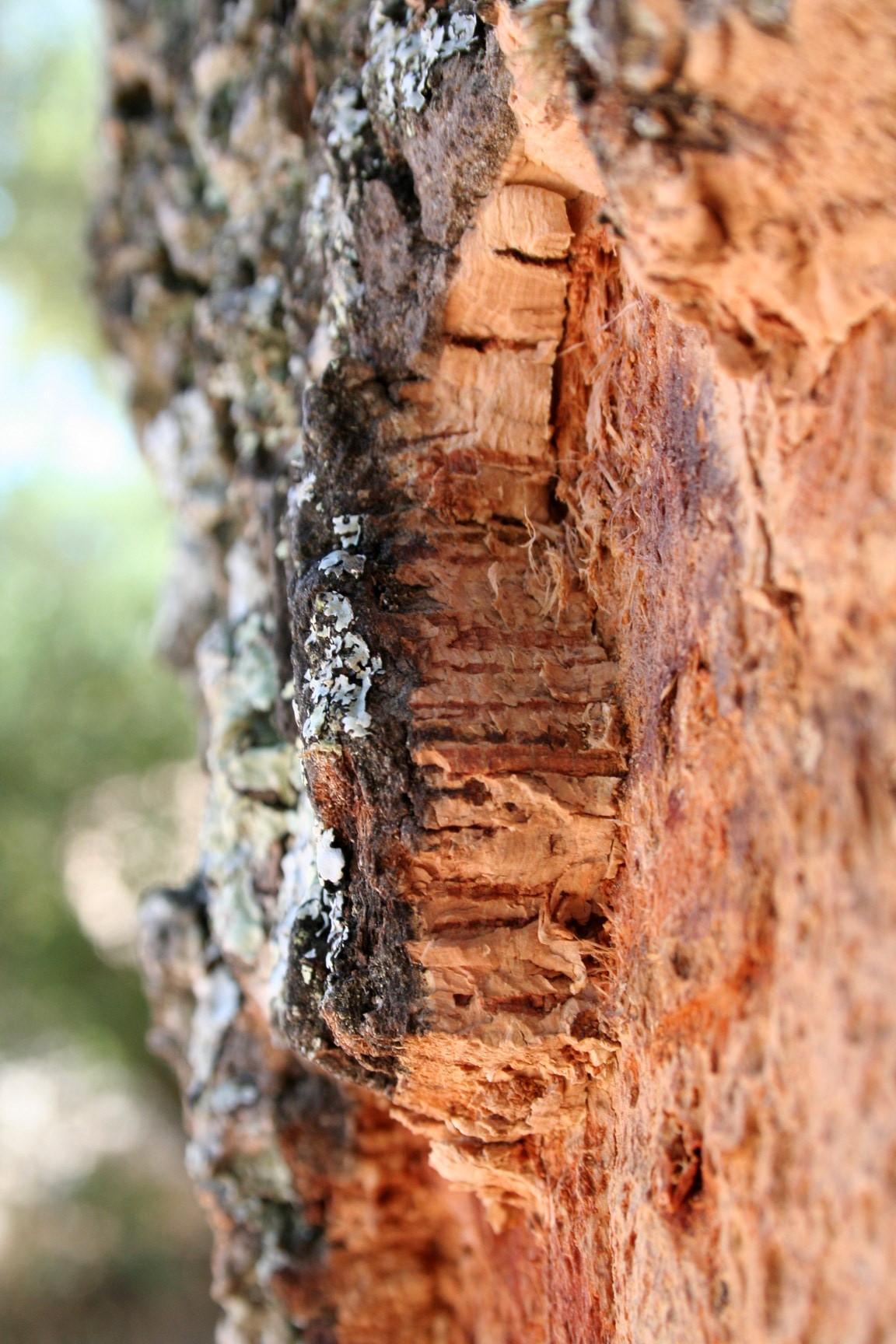
يحوي نبات (Quercus suber) على مشتقات حمض السوبريك

يوجد حمض السوبريك طبيعياً في الفلين  على هيئة سوبرين؛
تعطي أكسدة الفلين أو زيت الخروع بحمض النتريك حمض السوبريك؛ كما يمكن أن يتم التحضير صناعياً من تفاعل إضافة كربونيل إلى 6،1-هكسانديول.

## الخواص
يوجد المركب في الشروط القياسية على شكل بلورات عديمة اللون، ذات انحلالية جيدة في الماء، يبلغ مقدارها 2.46 غ/ل.

## الاستخدامات
- يستخدم حمض السوبريك ففي إنتاج بوليميرات بولي الأميد والبوليستر.
- تعد إسترات حمض السوبريك من الملدّنات.[7]